# Dolos (mitologia)
Nella mitologia greca Dolos (in greco antico: Δόλος) era lo spirito di trucchi, inganni, astuzie e artifici. Era il figlio di Gea ed Etere o Erebo e Notte.
Dolos è un apprendista del titano Prometeo e un compagno degli Pseudologi (Bugie). La sua controparte femminile è Apate, che è la dea della frode e dell'inganno. Il suo equivalente romano è Mendacio. Esistono anche alcune storie in cui Dolos inganna gli dei attraverso bugie.